# Risorsa rinnovabile
Una risorsa rinnovabile è una risorsa naturale non esauribile che si può rigenerare mediante processi naturali nella scala dei tempi umana; la radiazione solare, le maree, il vento e l'energia idroelettrica sono esempi di risorse energetiche rinnovabili; il legno, l'acqua dolce e il cuoio sono esempi di risorse materiali rinnovabili nel caso siano sfruttate in maniera sostenibile, calcolando la capacità di garantire il mantenimento di tali risorse.
Rispetto ai combustibili fossili, l'energia che si ottiene dalle risorse rinnovabili generalmente causa un minore impatto ambientale.
I combustibili fossili, come la benzina, il carbone, gas naturale e gasolio non sono rinnovabili.

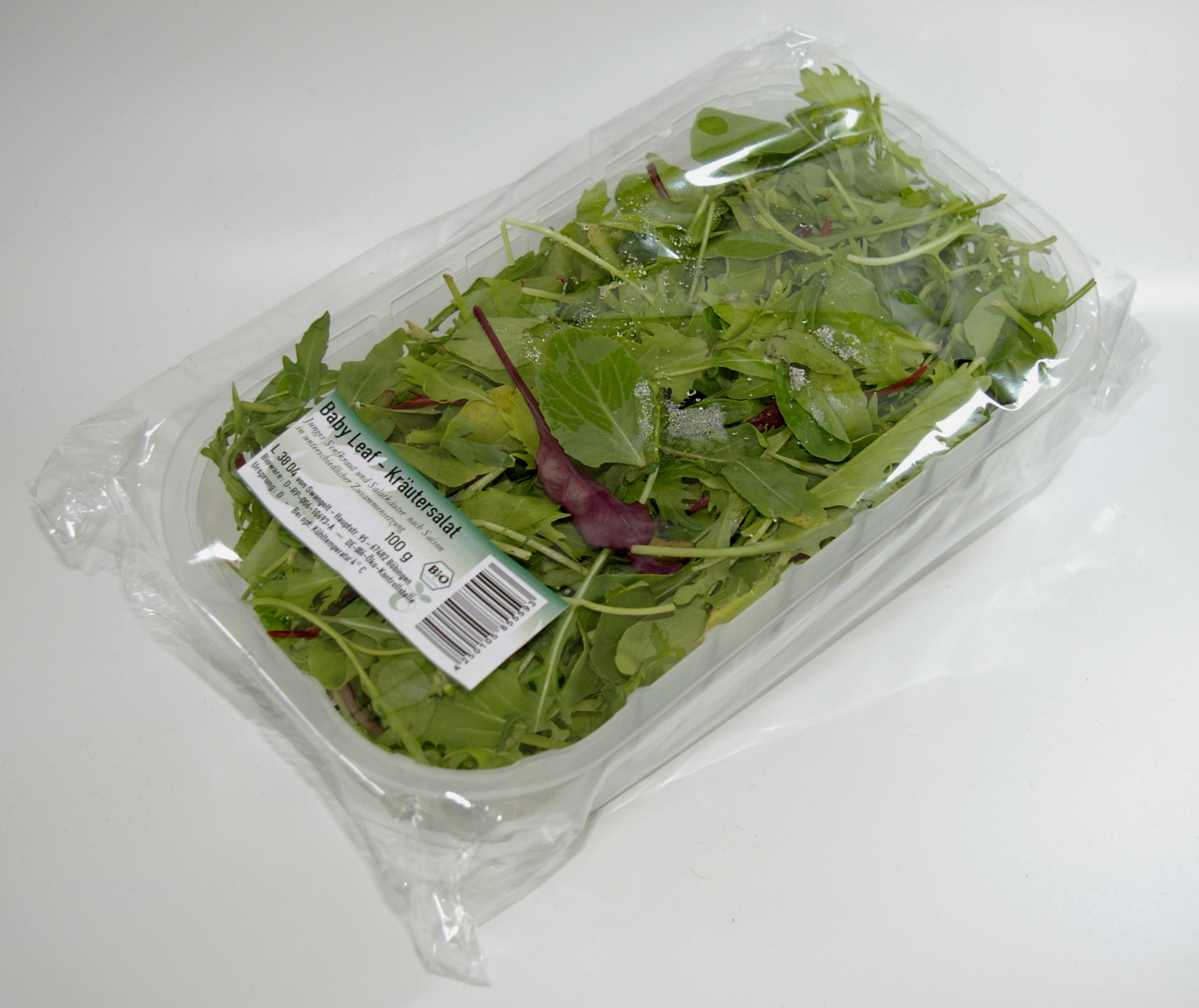
Contenitore di acetato di cellulosa, una bioplastica.

## Portoghese
Il sole, il vento, gli oceani, la biomassa e il calore nel sottosuolo, forniscono fonti alternative sostenibili di energia.

### Energia solare
L'energia solare è l'energia che deriva direttamente dal Sole. La Terra riceve dallo strato più alto dell'atmosfera 174 Watt di radiazione solare in entrata (insolazione). Circa il 30% ritorna nello spazio, mentre la restante è assorbita dalle nuvole, dagli oceani e dai corpi terrestri.
Si stima che l'energia totale che assorbono l'atmosfera, gli oceani e i continenti possa essere di 3 850 000 Joule all'anno. Nel 2002, questa energia in un'ora equivaleva al consumo globale mondiale di energia nel corso di un anno. La quantità di energia solare ricevuta annualmente è così grande che equivale circa al doppio di tutta l'energia mai prodotta da altre fonti di energia non rinnovabile come petrolio, il carbone, l'uranio e il gas naturale.
La fonte di energia solare più sfruttata è attualmente l'energia solare fotovoltaica. Alla fine del 2015, si sono installati in tutto il mondo circa 230 GW di potenza fotovoltaica. L'energia solare termoelettrica (CSP), sebbene sia progredita negli ultimi decenni, rappresenta ancora una piccola parte del contributo globale dell'energia solare all'approvvigionamento energetico.

### Energia eolica

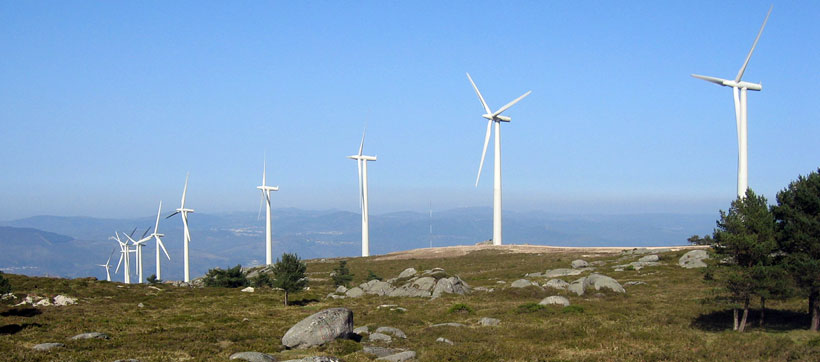
Un parco eolico in Spagna.

Il vento ha origine dal riscaldamento irregolare della superficie terrestre da parte del sole e dal calore geotermico. La maggior parte dell'energia eolica è trasformata in elettricità per mezzo di un generatore elettrico che utilizza l'energia della rotazione delle turbine di vento. I mulini, una tecnologia molto più antica, sfruttano l'azione del vento per effettuare lavori fisici come macinare il grano o pompare acqua. Il termine eolico deriva dal latino Aeolicus, ‘appartenente o relativo ad Eolo’ (dio dei venti nella mitologia greca). L'energia eolica è stata sfruttata sin dall'antichità per muovere le navi a vela o fare muovere le pale dei mulini.
La capacità globale di energia eolica, alla fine del 2014, equivaleva a 370 GW, rivestendo circa il 5% del consumo globale di elettricità. La Danimarca genera più del 25% della sua elettricità avvalendosi dell'energia eolica, e più di 80 paesi in tutto il mondo la utilizzano in forma sempre più crescente per fornire energia elettrica alle proprie reti di distribuzione, aumentando la capacità annuale con tassi sopra il 20%. Nel 2014, in Spagna l'energia eolica ha prodotto un 20,3% del consumo elettrico, trasformandosi nella seconda tecnologia avente maggiore contributo alla copertura della richiesta, molto vicino all'energia nucleare con un 22,0%.
L'energia eolica è una ingente risorsa, rinnovabile e pulita la quale tende a diminuire le emissioni di gas a effetto serra e a sostituire fonti di energia a base di carburanti fossili. Inoltre, l'impatto ambientale di questo tipo di energia è meno severo rispetto alle altre fonti.

### Energia idraulica
L'energia idroelettrica ha origine dal movimento dell'acqua dei fiumi e degli oceani e può generare energia elettrica tramite l'uso di turbine o può essere usata direttamente come energia meccanica. La generazione di energia idroelettrica avviene quando l'acqua raccolta ad esempio in una diga cade per gravità in una centrale idroelettrica, azionando una turbina idraulica accoppiata ad un alternatore. Questo tipo di energia è di basso costo e non produce inquinamento.

### Energia geotermica
L'energia geotermica sfrutta il calore interno della Terra prodotto della degradazione di elementi radioattivi e la sua potenza è comparabile a quella dell'energia solare.

### Biocombustibile

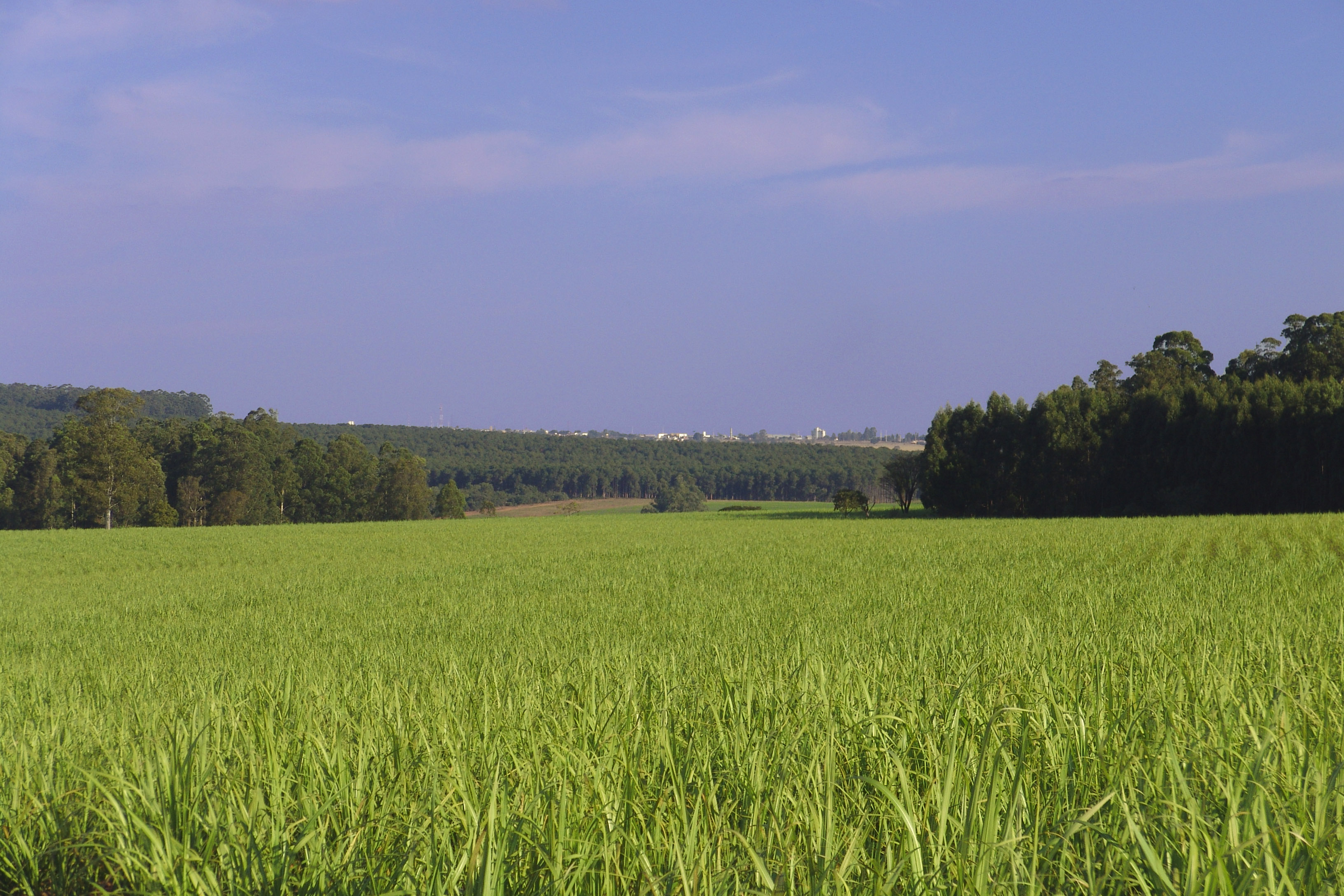
Coltivazione di canna di zucchero in Brasile (Stato di São Paulo)

L'alcool derivato da vegetali, come mais, canna di zucchero o miglio, è un'energia rinnovabile; allo stesso modo, l'olio di alcuni semi di piante può essere usato come sostituto del gasolio che non è rinnovabile. Anche il metano prodotto da metanogenesi, ad esempio dalla fermentazione anaerobica della frazione umida dei rifiuti o dei fanghi di depurazione, è considerato una fonte di energia rinnovabile.

## Materie rinnovabili

### Prodotti agricoli
Le tecniche agricole che permettono un danno minimo o controllato all'ambiente sono considerate come agricoltura sostenibile. I prodotti risultanti di questo tipo di agricoltura, possono essere considerati sostenibili se la fabbricazione e il trasporto degli stessi rispetta le caratteristiche di sostenibilità.
Allo stesso modo, i prodotti come ad esempio il legno, la carta e i composti chimici, possono essere considerati risorse rinnovabili se sono prodotti mediante l'utilizzo di tecniche forestali sostenibili.

### Acqua
L'acqua può essere considerata come una risorsa rinnovabile se ne è reso sostenibile il suo uso.
Un esempio di uso non sostenibile è l'estrazione dell'acqua da una falda acquifera a una velocità maggiore di quella della sua ricarica, dato che si creano spazi o buchi che finiscono per causare la compattazione e l'eventuale collasso del suolo.
L'UNESCO ha approfondito il tema dell'acqua sotterranea come risorsa non rinnovabile e delle politiche a seguire per la sua conservazione.